# Puerto de Santa Bárbara
El puerto de Santa Bárbara es un paso de montaña situado en la provincia de Huesca, entre las localidades de Santa María de la Peña y  Puente la Reina de Jaca, aunque el tramo de mayor desnivel se localiza entre Salinas de Jaca y Bailo. Históricamente estaba surcado por la carretera N-240 (Tarragona a San Sebastián y Bilbao).

## Historia

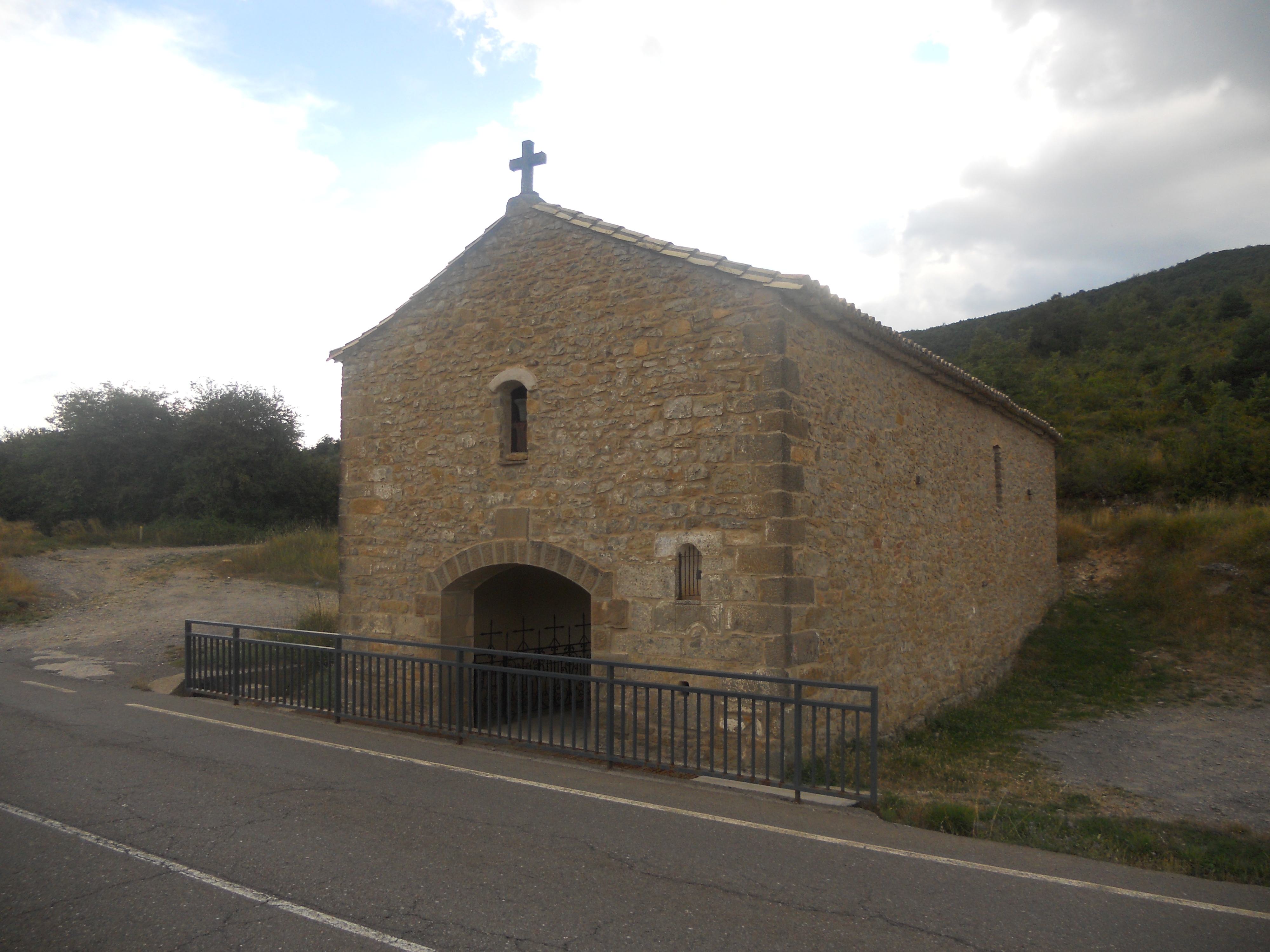
Ermita de Santa Bárbara, que da nombre al puerto

Desde la época romana, se documenta la existencia de una vía de comunicación en el paso montañoso, siendo la calzada romana número 33 del itinerario de Antonino la que atravesaba el puerto. Se siguió haciendo uso del acceso por esta zona en los siguientes siglos, desde la Edad Media a la Edad Contemporánea.
En cuanto al transporte por carretera se refiere, este puerto estaba surcado por la que sería la carretera periférica PS 10ª, según el Plan de Modernización de la Red de Carreteras Españolas de 1950, que enlazaba Tarragona con San Sebastián, y que se denominaría N-240, posteriormente. Cuando se decidió impulsar el trazado del Monrepós, la N-240 quedó virtualmente desviada al recorrido por dicho por el puerto de Monrepós coincidiendo con el de la N-330. Así, la carretera del Puerto de Santa Bárbara pasaría a corresponder, como hoy día a la carretera A-132, de la red básica de Aragón, cuya titularidad y competencia es autonómica.

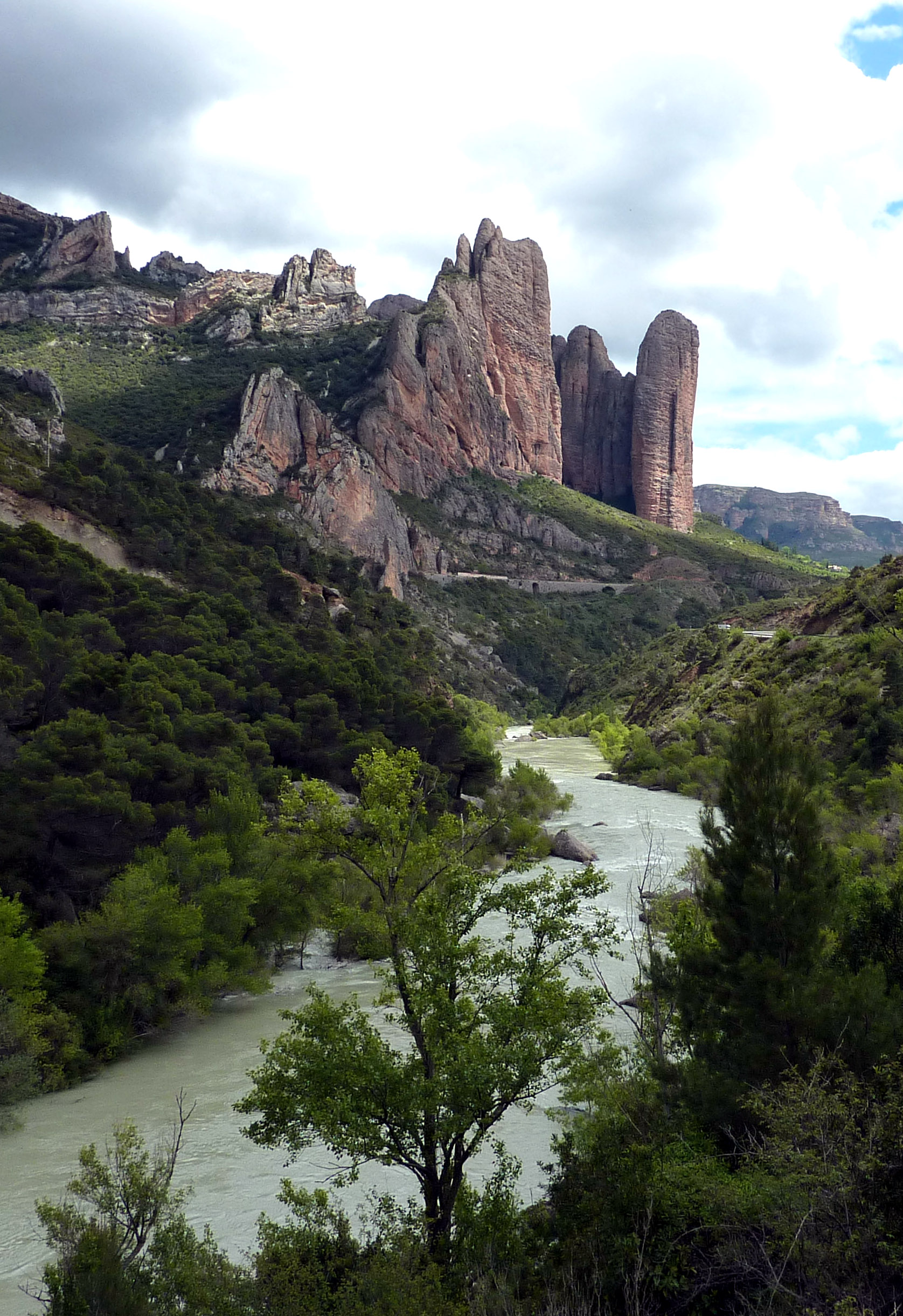
Mallos de Riglos, por la vertiente sur

En toda la zona, por estar enclavado en un territorio de tránsito o de paso del Viello Aragón a la Plana de Uesca, se establecieron una gran cantidad de pardinas, esto eran pequeñas explotaciones agropecuarias de origen medieval, pequeños núcleos de población, de escasamente una o varias familias que trabajaban el campo y los animales.
Tras quedar relegada de rango esta vía, fue deteriorándose su estado, asociado también a la bajada de tránsito y falta de inversión de las administraciones. Sin embargo, sigue siendo un paso alternativo al Monrepós que en casa de necesidad un gran cantidad de viajeros necesitarían como se demostró durante las obras del citado puerto. Son numerosas las quejas de los alcaldes del entorno del puerto por el estado de la carretera A-132.

Panorámica de los Pirineos centrales desde el mirador de Santa Bárbara, en la bajada hacia Bailo

## Tránsito de mercancías
El mayor tráfico para las mercancías lo asume el puerto de Monrepós, más si cabe desde la ampliación de la A-23 por el mismo, dotando a esa vía de mayor seguridad que por el paso de Santa Bárbara, dado que además el puerto no está habilitado para mercancías peligrosas.